# Sezonul de Formula 1 din 1975
Sezonul de Formula 1 din 1975 a fost cel de-al 29-lea sezon al curselor auto de Formula 1 FIA. A inclus cea de-a 26-a ediție a Campionatului Mondial al Piloților, și a 18-a ediție a Cupei Internaționale pentru Constructorii de F1. Sezonul a fost disputat pe parcursul a paisprezece curse, începând în Argentina pe 12 ianuarie și terminându-se în Statele Unite pe 5 octombrie. În sezonul 1975 s-au desfășurat și trei curse care nu au făcut parte din campionat.
După un final puternic al sezonului 1974, mulți observatori au simțit că echipa Brabham era favorită pentru a câștiga titlul din 1975. Anul a început bine, cu o primă victorie emoționantă pentru Carlos Pace pe circuitul Interlagos de acasă din São Paulo. Cu toate acestea, de-a lungul sezonului, uzura anvelopelor a încetinit frecvent mașinile, iar promisiunea inițială nu a fost menținută. Niki Lauda s-a referit adesea la 1975 drept „anul incredibil”. În al doilea an cu Ferrari, echipa i-a oferit monopostul 312T – o mașină care era tehnic cu mult superioară oricărei rivale. A câștigat primul său titlu mondial cu cinci victorii și o diferență uriașă față de locul doi în campionat.
Americanul Mark Donohue a murit în august, la două zile după un accident în antrenamentele pentru Marele Premiu al Austriei. După sezon, la sfârșitul lunii noiembrie, un avion Embassy Hill s-a prăbușit în Anglia și toate cele șase persoane de la bord au fost ucie, inclusiv proprietarul echipei, Graham Hill, și pilotul de curse Tony Brise.

## Piloții și echipele înscrise în campionat
Următorii piloți și constructori au participat în Campionatul Mondial al Piloților din 1975 și în Cupa Internațională a Constructorilor de F1 din 1975.
| Imagine         | Concurent                                                     | Constructor | Motor                                      | Șasiu          | Pneu | Piloți             | Piloți                | Piloți         |
| --------------- | ------------------------------------------------------------- | ----------- | ------------------------------------------ | -------------- | ---- | ------------------ | --------------------- | -------------- |
| Imagine         | Concurent                                                     | Constructor | Motor                                      | Șasiu          | Pneu | Nr.                | Numele pilotului      | Etape          |
| McLaren M23     | Marlboro Team McLaren                                         | McLaren     | Ford Cosworth DFV 3,0 V8                   | M23            | G    | 1                  | Emerson Fittipaldi    | Toate          |
| McLaren M23     | Marlboro Team McLaren                                         | McLaren     | Ford Cosworth DFV 3,0 V8                   | M23            | G    | 2                  | Jochen Mass           | Toate          |
| Tyrrell 007     | Elf Team Tyrrell                                              | Tyrrell     | Ford Cosworth DFV 3,0 V8                   | 007            | G    | 3                  | Jody Scheckter        | Toate          |
| Tyrrell 007     | Elf Team Tyrrell                                              | Tyrrell     | Ford Cosworth DFV 3,0 V8                   | 007            | G    | 4                  | Patrick Depailler     | Toate          |
| Tyrrell 007     | Elf Team Tyrrell                                              | Tyrrell     | Ford Cosworth DFV 3,0 V8                   | 007            | G    | 15                 | Jean-Pierre Jabouille | 9              |
| Tyrrell 007     | Elf Team Tyrrell                                              | Tyrrell     | Ford Cosworth DFV 3,0 V8                   | 007            | G    | Michel Leclère     | 14                    |                |
| Lotus 72E       | John Player Team Lotus                                        | Lotus       | Ford Cosworth DFV 3,0 V8                   | 72E            | G    | 5                  | Ronnie Peterson       | Toate          |
| Lotus 72E       | John Player Team Lotus                                        | Lotus       | Ford Cosworth DFV 3,0 V8                   | 72E            | G    | 6                  | Jacky Ickx            | 1–9            |
| Lotus 72E       | John Player Team Lotus                                        | Lotus       | Ford Cosworth DFV 3,0 V8                   | 72E            | G    | Jim Crawford       | 10, 13                |                |
| Lotus 72E       | John Player Team Lotus                                        | Lotus       | Ford Cosworth DFV 3,0 V8                   | 72E            | G    | John Watson        | 11                    |                |
| Lotus 72E       | John Player Team Lotus                                        | Lotus       | Ford Cosworth DFV 3,0 V8                   | 72E            | G    | Brian Henton       | 12, 14                |                |
| Lotus 72E       | John Player Team Lotus                                        | Lotus       | Ford Cosworth DFV 3,0 V8                   | 72E            | G    | Brian Henton       | 15                    | 10             |
| Brabham BT44B   | Martini Racing                                                | Brabham     | Ford Cosworth DFV 3.0 V8                   | BT44B          | G    | 7                  | Carlos Reutemann      | Toate          |
| Brabham BT44B   | Martini Racing                                                | Brabham     | Ford Cosworth DFV 3.0 V8                   | BT44B          | G    | 8                  | Carlos Pace           | Toate          |
| March 751       | Beta Team March Lavazza March                                 | March       | Ford Cosworth DFV 3,0 V8                   | 741 751        | G    | 9                  | Vittorio Brambilla    | Toate          |
| March 751       | Beta Team March Lavazza March                                 | March       | Ford Cosworth DFV 3,0 V8                   | 741 751        | G    | 10                 | Lella Lombardi        | 3–9            |
| March 751       | Beta Team March Lavazza March                                 | March       | Ford Cosworth DFV 3,0 V8                   | 741 751        | G    | Hans-Joachim Stuck | 10–14                 |                |
| March 751       | Beta Team March Lavazza March                                 | March       | Ford Cosworth DFV 3,0 V8                   | 741 751        | G    | 29                 | Lella Lombardi        | 10–13          |
| Ferrari 312T    | Scuderia Ferrari SpA SEFAC                                    | Ferrari     | Ferrari 001/11 3,0 F12 Ferrari 015 3,0 F12 | 312B3-74 312T  | G    | 11                 | Clay Regazzoni        | Toate          |
| Ferrari 312T    | Scuderia Ferrari SpA SEFAC                                    | Ferrari     | Ferrari 001/11 3,0 F12 Ferrari 015 3,0 F12 | 312B3-74 312T  | G    | 12                 | Niki Lauda            | Toate          |
|                 | Stanley BRM                                                   | BRM         | BRM P200 3.0 V12                           | P201           | G    | 14                 | Mike Wilds            | 1–2            |
| Bob Evans       | Stanley BRM                                                   | BRM         | BRM P200 3.0 V12                           | P201           | G    | 3–9, 12–13         |                       |                |
| Shadow DN5      | UOP Shadow Racing                                             | Shadow      | Ford Cosworth DFV 3,0 V8                   | DN3B DN5       | G    | 16                 | Tom Pryce             | Toate          |
| Shadow DN5      | UOP Shadow Racing                                             | Shadow      | Ford Cosworth DFV 3,0 V8                   | DN3B DN5       | G    | 17                 | Jean-Pierre Jarier    | 1–11, 14       |
| Shadow DN5      | UOP Shadow Racing                                             | Shadow      | Matra MS73 3,0 V12                         | DN7            | G    | 12–13              | Jean-Pierre Jarier    |                |
| Surtees TS16    | Team Surtees National Organs Team Surtees                     | Surtees     | Ford Cosworth DFV 3,0 V8                   | TS16           | G    | 18                 | John Watson           | 1–10, 12       |
| Surtees TS16    | Team Surtees National Organs Team Surtees                     | Surtees     | Ford Cosworth DFV 3,0 V8                   | TS16           | G    | 19                 | Dave Morgan           | 10             |
| Williams FW04   | Frank Williams Racing Cars                                    | Williams    | Ford Cosworth DFV 3,0 V8                   | FW FW04        | G    | 20                 | Arturo Merzario       | 1–6            |
| Williams FW04   | Frank Williams Racing Cars                                    | Williams    | Ford Cosworth DFV 3,0 V8                   | FW FW04        | G    | Damien Magee       | 7                     |                |
| Williams FW04   | Frank Williams Racing Cars                                    | Williams    | Ford Cosworth DFV 3,0 V8                   | FW FW04        | G    | Ian Scheckter      | 8                     |                |
| Williams FW04   | Frank Williams Racing Cars                                    | Williams    | Ford Cosworth DFV 3,0 V8                   | FW FW04        | G    | François Migault   | 9                     |                |
| Williams FW04   | Frank Williams Racing Cars                                    | Williams    | Ford Cosworth DFV 3,0 V8                   | FW FW04        | G    | Ian Ashley         | 11                    |                |
| Williams FW04   | Frank Williams Racing Cars                                    | Williams    | Ford Cosworth DFV 3,0 V8                   | FW FW04        | G    | Jo Vonlanthen      | 12                    |                |
| Williams FW04   | Frank Williams Racing Cars                                    | Williams    | Ford Cosworth DFV 3,0 V8                   | FW FW04        | G    | Renzo Zorzi        | 13                    |                |
| Williams FW04   | Frank Williams Racing Cars                                    | Williams    | Ford Cosworth DFV 3,0 V8                   | FW FW04        | G    | Lella Lombardi     | 14                    |                |
| Williams FW04   | Frank Williams Racing Cars                                    | Williams    | Ford Cosworth DFV 3,0 V8                   | FW FW04        | G    | 21                 | Ian Scheckter         | 7              |
| Williams FW04   | Frank Williams Racing Cars                                    | Williams    | Ford Cosworth DFV 3,0 V8                   | FW FW04        | G    | Jacques Laffite    | 1–3, 5–6, 8–14        |                |
| Williams FW04   | Frank Williams Racing Cars                                    | Williams    | Ford Cosworth DFV 3,0 V8                   | FW FW04        | G    | Tony Brise         | 4                     |                |
| Hill GH1        | Embassy Racing with Graham Hill                               | Lola        | Ford Cosworth DFV 3.0 V8                   | T370 T371      | G    | 22                 | Graham Hill           | 1–3            |
| Hill GH1        | Embassy Racing with Graham Hill                               | Lola        | Ford Cosworth DFV 3.0 V8                   | T370 T371      | G    | 23                 | Rolf Stommelen        | 1–3            |
| Hill GH1        | Embassy Racing with Graham Hill                               | Hill        | Ford Cosworth DFV 3.0 V8                   | GH1            | G    | 22                 | Rolf Stommelen        | 4, 12–13       |
| Hill GH1        | Embassy Racing with Graham Hill                               | Hill        | Ford Cosworth DFV 3.0 V8                   | GH1            | G    | François Migault   | 6                     |                |
| Hill GH1        | Embassy Racing with Graham Hill                               | Hill        | Ford Cosworth DFV 3.0 V8                   | GH1            | G    | Vern Schuppan      | 7                     |                |
| Hill GH1        | Embassy Racing with Graham Hill                               | Hill        | Ford Cosworth DFV 3.0 V8                   | GH1            | G    | Alan Jones         | 8–11                  |                |
| Hill GH1        | Embassy Racing with Graham Hill                               | Hill        | Ford Cosworth DFV 3.0 V8                   | GH1            | G    | 23                 | François Migault      | 4              |
| Hill GH1        | Embassy Racing with Graham Hill                               | Hill        | Ford Cosworth DFV 3.0 V8                   | GH1            | G    | Graham Hill        | 5                     |                |
| Hill GH1        | Embassy Racing with Graham Hill                               | Hill        | Ford Cosworth DFV 3.0 V8                   | GH1            | G    | Tony Brise         | 6–14                  |                |
| Hesketh 308C    | Hesketh Racing Warsteiner Brewery Polar Caravans              | Hesketh     | Ford Cosworth DFV 3,0 V8                   | 308 308B 308C  | G    | 24                 | James Hunt            | Toate          |
| Hesketh 308C    | Hesketh Racing Warsteiner Brewery Polar Caravans              | Hesketh     | Ford Cosworth DFV 3,0 V8                   | 308 308B 308C  | G    | 25                 | Torsten Palm          | 5              |
| Hesketh 308C    | Hesketh Racing Warsteiner Brewery Polar Caravans              | Hesketh     | Ford Cosworth DFV 3,0 V8                   | 308 308B 308C  | G    | Harald Ertl        | 11                    |                |
| Hesketh 308C    | Hesketh Racing Warsteiner Brewery Polar Caravans              | Hesketh     | Ford Cosworth DFV 3,0 V8                   | 308 308B 308C  | G    | Brett Lunger       | 12–14                 |                |
| Hesketh 308C    | Hesketh Racing Warsteiner Brewery Polar Caravans              | Hesketh     | Ford Cosworth DFV 3,0 V8                   | 308 308B 308C  | G    | 32                 | Torsten Palm          | 7              |
| Hesketh 308C    | Hesketh Racing Warsteiner Brewery Polar Caravans              | Hesketh     | Ford Cosworth DFV 3,0 V8                   | 308 308B 308C  | G    | Harald Ertl        | 12                    |                |
| Hesketh 308C    | Hesketh Racing Warsteiner Brewery Polar Caravans              | Hesketh     | Ford Cosworth DFV 3,0 V8                   | 308 308B 308C  | G    | Harald Ertl        | 34                    | 13             |
| Parnelli VPJ4   | Vel's Parnelli Jones Racing                                   | Parnelli    | Ford Cosworth DFV 3.0 V8                   | VPJ4           | F G  | 27                 | Mario Andretti        | 1–5, 7, 9–14   |
| Penske PC1      | Penske Cars                                                   | Penske      | Ford Cosworth DFV 3,0 V8                   | PC1            | G    | 28                 | Mark Donohue          | 1–9            |
| Penske PC1      | Penske Cars                                                   | Penske      | Ford Cosworth DFV 3,0 V8                   | PC1            | G    | John Watson        | 14                    |                |
| Fittipaldi FD01 | Copersucar-Fittipaldi                                         | Fittipaldi  | Ford Cosworth DFV 3,0 V8                   | FD01 FD02 FD03 | G    | 30                 | Wilson Fittipaldi     | 1–12, 14       |
| Fittipaldi FD01 | Copersucar-Fittipaldi                                         | Fittipaldi  | Ford Cosworth DFV 3,0 V8                   | FD01 FD02 FD03 | G    | Arturo Merzario    | 13                    |                |
| Ensign N175     | HB Bewaking Team Ensign                                       | Ensign      | Ford Cosworth DFV 3,0 V8                   | N174 N175      | G    | 31                 | Roelof Wunderink      | 4–5, 10, 13–14 |
| Ensign N175     | HB Bewaking Team Ensign                                       | Ensign      | Ford Cosworth DFV 3,0 V8                   | N174 N175      | G    | Gijs van Lennep    | 8–9, 11               |                |
| Ensign N175     | HB Bewaking Team Ensign                                       | Ensign      | Ford Cosworth DFV 3,0 V8                   | N174 N175      | G    | Chris Amon         | 12                    |                |
| Ensign N175     | HB Bewaking Team Ensign                                       | Ensign      | Ford Cosworth DFV 3,0 V8                   | N174 N175      | G    | Chris Amon         | 32                    | 13             |
| Ensign N175     | HB Bewaking Team Ensign                                       | Ensign      | Ford Cosworth DFV 3,0 V8                   | N174 N175      | G    | 33                 | Roelof Wunderink      | 12             |
|                 | Pinch Plant (Ltd)                                             | Lyncar      | Ford Cosworth DFV 3.0 V8                   | 006            | G    | 32                 | John Nicholson        | 10             |
| Maki F102A      | Citizen Maki F1 Citizen Maki Engineering Citizen Maki F1-Team | Maki        | Ford Cosworth DFV 3,0 V8                   | F101C          | F G  | 35                 | Hiroshi Fushida       | 8, 10          |
| Maki F102A      | Citizen Maki F1 Citizen Maki Engineering Citizen Maki F1-Team | Maki        | Ford Cosworth DFV 3,0 V8                   | F101C          | F G  | Tony Trimmer       | 11–13                 |                |

Echipele care nu și-au construit propriul șasiu sunt arătate mai jos.
| Concurent                        | Constructor afiliat | Șasiu | Pneu | Piloți | Piloți           | Piloți |
| -------------------------------- | ------------------- | ----- | ---- | ------ | ---------------- | ------ |
| Concurent                        | Constructor afiliat | Șasiu | Pneu | Nr.    | Numele pilotului | Etape  |
| Custom Made Harry Stiller Racing | Hesketh             | 308B  | G    | 25     | Alan Jones       | 4      |
| Custom Made Harry Stiller Racing | Hesketh             | 308B  | G    | 26     | Alan Jones       | 5–7    |
| Penske Cars                      | March               | 751   | G    | 28     | Mark Donohue     | 10–12  |
| Lucky Strike Racing              | McLaren             | M23   | G    | 31     | Dave Charlton    | 3      |
| Lexington Racing                 | Tyrrell             | 007   | G    | 32     | Ian Scheckter    | 3      |
| Team Gunston                     | Lotus               | 72E   | G    | 33     | Eddie Keizan     | 3      |
| Team Gunston                     | Lotus               | 72E   | G    | 34     | Guy Tunmer       | 3      |

## Calendar
Următoarele paisprezece Mari Premii au avut loc în 1975.
| 1.                                                 | 2.                                            | 3.                                           | 4.                                          |
| -------------------------------------------------- | --------------------------------------------- | -------------------------------------------- | ------------------------------------------- |
| Marele Premiu al Argentinei 10-12 ianuarie         | Marele Premiu al Braziliei 24-26 ianuarie     | Marele Premiu al Africii de Sud 27 feb-1 mar | Marele Premiu al Spaniei 25-27 aprilie      |
| Oscar Alfredo Gálvez (P)                           | Interlagos (P)                                | Kyalami (P)                                  | Montjuïc (S)                                |
| 5.                                                 | 6.                                            | 7.                                           | 8.                                          |
| Marele Premiu al Principatului Monaco 8, 10-11 mai | Marele Premiu al Belgiei 23-25 mai            | Marele Premiu al Suediei 6-8 iunie           | Marele Premiu al Țărilor de Jos 20-22 iunie |
| Monaco (S)                                         | Zolder (P)                                    | Anderstorp (P)                               | Zandvoort (P)                               |
| 9.                                                 | 10.                                           | 11.                                          | 12.                                         |
| Marele Premiu al Franței 4-6 iulie                 | Marele Premiu al Marii Britanii 17-19 iulie   | Marele Premiu al Germaniei 1-3 august        | Marele Premiu al Austriei 15-17 august      |
| Paul Ricard (P)                                    | Silverstone (P)                               | Nürburgring (P)                              | Österreichring (P)                          |
| 13.                                                | 14.                                           |                                              |                                             |
| Marele Premiu al Italiei 5-7 septembrie            | Marele Premiu al Statelor Unite 3-5 octombrie |                                              |                                             |
| Monza (P)                                          | Watkins Glen (P)                              |                                              |                                             |
| (P) - pistă; (S) - stradă.                         |                                               |                                              |                                             |

## Rezultate și clasamente

### Marile Premii
| Etapa | Mare Premiu                | Pole position      | Cel mai rapid tur  | Pilotul câștigător | Constructorul câștigător | Lider | Lider |
| Etapa | Mare Premiu                | Pole position      | Cel mai rapid tur  | Pilotul câștigător | Constructorul câștigător | Pilot | Dif.  |
| ----- | -------------------------- | ------------------ | ------------------ | ------------------ | ------------------------ | ----- | ----- |
| 1     | MP al Argentinei           | Jean-Pierre Jarier | James Hunt         | Emerson Fittipaldi | McLaren-Ford             | FIT   | 3     |
| 2     | MP al Braziliei            | Jean-Pierre Jarier | Jean-Pierre Jarier | Carlos Pace        | Brabham-Ford             | FIT   | 6     |
| 3     | MP al Africii de Sud       | Carlos Pace        | Carlos Pace        | Jody Scheckter     | Tyrrell-Ford             | FIT   | 3     |
| 4     | MP al Spaniei              | Niki Lauda         | Mario Andretti     | Jochen Mass        | McLaren-Ford             | FIT   | 3     |
| 5     | MP al Principatului Monaco | Niki Lauda         | Patrick Depailler  | Niki Lauda         | Ferrari                  | FIT   | 5     |
| 6     | MP al Belgiei              | Niki Lauda         | Clay Regazzoni     | Niki Lauda         | Ferrari                  | LAU   | 2     |
| 7     | MP al Suediei              | Vittorio Brambilla | Niki Lauda         | Niki Lauda         | Ferrari                  | LAU   | 10    |
| 8     | MP al Țărilor de Jos       | Niki Lauda         | Niki Lauda         | James Hunt         | Hesketh-Ford             | LAU   | 13    |
| 9     | MP al Franței              | Niki Lauda         | Jochen Mass        | Niki Lauda         | Ferrari                  | LAU   | 22    |
| 10    | MP al Marii Britanii       | Tom Pryce          | Clay Regazzoni     | Emerson Fittipaldi | McLaren-Ford             | LAU   | 14    |
| 11    | MP al Germaniei            | Niki Lauda         | Clay Regazzoni     | Carlos Reutemann   | Brabham-Ford             | LAU   | 17    |
| 12    | MP al Austriei             | Niki Lauda         | Vittorio Brambilla | Vittorio Brambilla | March-Ford               | LAU   | 17,5  |
| 13    | MP al Italiei              | Niki Lauda         | Clay Regazzoni     | Clay Regazzoni     | Ferrari                  | LAU   | 16,5  |
| 14    | MP al Statelor Unite       | Niki Lauda         | Emerson Fittipaldi | Niki Lauda         | Ferrari                  | LAU   | 19,5  |

### Clasament Campionatul Mondial al Piloților
Punctele au fost acordate pe o bază de 9–6–4–3–2–1 primilor șase clasați în fiecare cursă. Doar cele mai bune șase rezultate din primele șapte curse și cele mai bune șase rezultate din restul de șapte curse au fost luate în considerare pentru Campionatul Mondial.
| Poz. | Pilot                 | ARG | BRA   | ZAF  | ESP‡ | MCO | BEL | SWE | NLD  | FRA | GBR | DEU | AUT‡ | ITA | USA | Puncte |
| ---- | --------------------- | --- | ----- | ---- | ---- | --- | --- | --- | ---- | --- | --- | --- | ---- | --- | --- | ------ |
| 1    | Niki Lauda            | 6   | 5     | 5    | AbP  | 1P  | 1P  | 1R  | 2P R | 1P  | 8   | 3P  | 6P   | 3P  | 1P  | 64,5   |
| 2    | Emerson Fittipaldi    | 1   | 2     | NC   | NS   | 2   | 7   | 8   | Ab   | 4   | 1   | Ab  | 9    | 2   | 2R  | 45     |
| 3    | Carlos Reutemann      | 3   | 8     | 2    | 3    | 9   | 3   | 2   | 4    | 14  | Ab  | 1   | 14   | 4   | Ab  | 37     |
| 4    | James Hunt            | 2R  | 6     | Ab   | Ab   | Ab  | Ab  | Ab  | 1    | 2   | 4   | Ab  | 2    | 5   | 4   | 33     |
| 5    | Clay Regazzoni        | 4   | 4     | 16   | NC   | Ab  | 5R  | 3   | 3    | Ab  | 13R | AbR | 7    | 1R  | Ab  | 25     |
| 6    | Carlos Pace           | Ab  | 1     | 4P R | Ab   | 3   | 8   | Ab  | 5    | Ab  | 2   | Ab  | Ab   | Ab  | Ab  | 24     |
| 7    | Jody Scheckter        | 11  | Ab    | 1    | Ab   | 7   | 2   | 7   | 16   | 9   | 3   | Ab  | 8    | 8   | 6   | 20     |
| 8    | Jochen Mass           | 14  | 3     | 6    | 1    | 6   | Ab  | Ab  | Ab   | 3R  | 7   | Ab  | 4    | Ab  | 3   | 20     |
| 9    | Patrick Depailler     | 5   | Ab    | 3    | Ab   | 5R  | 4   | 12  | 9    | 6   | 9   | 9   | 11   | 7   | Ab  | 12     |
| 10   | Tom Pryce             | 12  | Ab    | 9    | Ab   | Ab  | 6   | Ab  | 6    | Ab  | AbP | 4   | 3    | 6   | NC  | 8      |
| 11   | Vittorio Brambilla    | 9   | Ab    | Ab   | 5    | Ab  | Ab  | AbP | Ab   | Ab  | 6   | Ab  | 1R   | Ab  | 7   | 6,5    |
| 12   | Jacques Laffite       | Ab  | 11    | NC   |      | NSC | Ab  |     | Ab   | 11  | Ab  | 2   | Ab   | Ab  | NS  | 6      |
| 13   | Ronnie Peterson       | Ab  | 15    | 10   | Ab   | 4   | Ab  | 9   | 15   | 10  | Ab  | Ab  | 5    | Ab  | 5   | 6      |
| 14   | Mario Andretti        | Ab  | 7     | 17   | AbR  | Ab  |     | 4   |      | 5   | 12  | 10  | Ab   | Ab  | Ab  | 5      |
| 15   | Mark Donohue          | 7   | Ab    | 8    | Ab   | Ab  | 11  | 5   | 8    | Ab  | 5   | Ab  | NS   |     |     | 4      |
| 16   | Jacky Ickx            | 8   | 9     | 12   | 2    | 8   | Ab  | 15  | Ab   | Ab  |     |     |      |     |     | 3      |
| 17   | Alan Jones            |     |       |      | Ab   | Ab  | Ab  | 11  | 13   | 16  | 10  | 5   |      |     |     | 2      |
| 18   | Jean-Pierre Jarier    | NSP | AbP R | Ab   | 4    | Ab  | Ab  | Ab  | Ab   | 8   | 14  | Ab  | Ab   | Ab  | Ab  | 1,5    |
| 19   | Tony Brise            |     |       |      | 7    |     | Ab  | 6   | 7    | 7   | 15  | Ab  | 15   | Ab  | Ab  | 1      |
| 20   | Gijs van Lennep       |     |       |      |      |     |     |     | 10   | 15  |     | 6   |      |     |     | 1      |
| 21   | Lella Lombardi        |     |       | Ab   | 6    | NSC | Ab  | Ab  | 14   | 18  | Ab  | 7   | 17   | Ab  | NS  | 0,5    |
| —    | Rolf Stommelen        | 13  | 14    | 7    | Ab   |     |     |     |      |     |     |     | 16   | Ab  |     | 0      |
| —    | John Watson           | DSC | 10    | Ab   | 8    | Ab  | 10  | 16  | Ab   | 13  | 11  | Ab  | 10   |     | 9   | 0      |
| —    | Harald Ertl           |     |       |      |      |     |     |     |      |     |     | 8   | Ab   | 9   |     | 0      |
| —    | Hans-Joachim Stuck    |     |       |      |      |     |     |     |      |     | Ab  | Ab  | Ab   | Ab  | 8   | 0      |
| —    | Bob Evans             |     |       | 15   | Ab   | NSC | 9   | 13  | Ab   | 17  |     |     | Ab   | Ab  |     | 0      |
| —    | Wilson Fittipaldi     | Ab  | 13    | NSC  | Ab   | NSC | 12  | 17  | 11   | Ab  | 19  | Ab  | NS   |     | 10  | 0      |
| —    | Graham Hill           | 10  | 12    | NSC  |      | NSC |     |     |      |     |     |     |      |     |     | 0      |
| —    | Brett Lunger          |     |       |      |      |     |     |     |      |     |     |     | 13   | 10  | Ab  | 0      |
| —    | Torsten Palm          |     |       |      |      | NSC |     | 10  |      |     |     |     |      |     |     | 0      |
| —    | Arturo Merzario       | NC  | Ab    | Ab   | Ab   | NSC | Ab  |     |      |     |     |     |      | 11  |     | 0      |
| —    | Guy Tunmer            |     |       | 11   |      |     |     |     |      |     |     |     |      |     |     | 0      |
| —    | Chris Amon            |     |       |      |      |     |     |     |      |     |     |     | 12   | 12  |     | 0      |
| —    | Ian Scheckter         |     |       | Ab   |      |     |     | Ab  | 12   |     |     |     |      |     |     | 0      |
| —    | Jean-Pierre Jabouille |     |       |      |      |     |     |     |      | 12  |     |     |      |     |     | 0      |
| —    | Jim Crawford          |     |       |      |      |     |     |     |      |     | Ab  |     |      | 13  |     | 0      |
| —    | Eddie Keizan          |     |       | 13   |      |     |     |     |      |     |     |     |      |     |     | 0      |
| —    | Dave Charlton         |     |       | 14   |      |     |     |     |      |     |     |     |      |     |     | 0      |
| —    | Damien Magee          |     |       |      |      |     |     | 14  |      |     |     |     |      |     |     | 0      |
| —    | Renzo Zorzi           |     |       |      |      |     |     |     |      |     |     |     |      | 14  |     | 0      |
| —    | Brian Henton          |     |       |      |      |     |     |     |      |     | 16  |     | NS   |     | NC  | 0      |
| —    | John Nicholson        |     |       |      |      |     |     |     |      |     | 17  |     |      |     |     | 0      |
| —    | Dave Morgan           |     |       |      |      |     |     |     |      |     | 18  |     |      |     |     | 0      |
| —    | Roelof Wunderink      |     |       |      | Ab   | NSC |     |     |      |     | NSC |     | NC   | NSC | Ab  | 0      |
| —    | François Migault      |     |       |      | NC   |     | Ab  |     |      | NS  |     |     |      |     |     | 0      |
| —    | Mike Wilds            | Ab  | Ab    |      |      |     |     |     |      |     |     |     |      |     |     | 0      |
| —    | Vern Schuppan         |     |       |      |      |     |     | Ab  |      |     |     |     |      |     |     | 0      |
| —    | Ian Ashley            |     |       |      |      |     |     |     |      |     |     | NS  |      |     |     | 0      |
| —    | Jo Vonlanthen         |     |       |      |      |     |     |     |      |     |     |     | Ab   |     |     | 0      |
| —    | Michel Leclère        |     |       |      |      |     |     |     |      |     |     |     |      |     | Ab  | 0      |
| —    | Hiroshi Fushida       |     |       |      |      |     |     |     | NS   |     | NSC |     |      |     |     | 0      |
| —    | Tony Trimmer          |     |       |      |      |     |     |     |      |     |     | NSC | NSC  | NSC |     | 0      |
| Poz. | Pilot                 | ARG | BRA   | ZAF  | ESP‡ | MCO | BEL | SWE | NLD  | FRA | GBR | DEU | AUT‡ | ITA | USA | Puncte |

| Legendă      | Legendă                                            |
| Culoare      | Rezultat                                           |
| ------------ | -------------------------------------------------- |
| Auriu        | Câștigător                                         |
| Argintiu     | Locul 2                                            |
| Bronz        | Locul 3                                            |
| Verde        | Alte locuri care punctează                         |
| Albastru     | Alte locuri                                        |
| Albastru     | Nu s-a clasat, dar a terminat cursa (NC)           |
| Purpuriu     | A abandonat cursa (Ab)                             |
| Negru        | Descalificat (DSC)                                 |
| Alb          | Nu a luat startul (NS)                             |
| Roșu         | Nu s-a calificat (NSC)                             |
| Fără culoare | Retras înainte de calificări (Ret)                 |
| Fără culoare | Exclus (EX)                                        |
| Fără culoare | Nu a participat (celulă goală)                     |
| Adnotare     | Însemnătate                                        |
| P            | Pole position                                      |
| R            | Cel mai rapid tur                                  |
| (6)          | Rezultatul nu a fost luat în considerare pentru CM |

Notă:
- ‡ – Au fost acordate puncte înjumătățite la Marele Premiu al Spaniei și cel al Austriei deoarece a fost parcursă mai puțin de 75% din distanța programată a cursei.

### Clasament Cupa Internațională pentru Constructorii de F1
Punctele au fost acordate pe o bază de 9–6–4–3–2–1 primilor șase clasați în fiecare cursă, dar numai primei mașini care a terminat pentru fiecare constructor. Cele mai bune șase rezultate din primele șapte curse și cele mai bune șase rezultate din restul de șapte curse au fost luate în considerare pentru Cupa Internațională.
| Poz. | Constructor     | ARG | BRA | ZAF | ESP‡ | MCO | BEL | SWE | NLD | FRA | GBR | DEU | AUT‡ | ITA | USA | Puncte  |
| ---- | --------------- | --- | --- | --- | ---- | --- | --- | --- | --- | --- | --- | --- | ---- | --- | --- | ------- |
| 1    | Ferrari         | 4   | 4   | 5   | NC   | 1   | 1   | 1   | 2   | 1   | 8   | 3   | 6    | 1   | 1   | 72,5    |
| 2    | Brabham-Ford    | 3   | 1   | 2   | (3)  | 3   | 3   | 2   | 4   | 14  | 2   | 1   | 14   | 4   | Ab  | 54 (56) |
| 3    | McLaren-Ford    | 1   | 2   | 6   | 1    | 2   | 7   | 8   | Ab  | 3   | 1   | Ab  | 4    | 2   | 2   | 53      |
| 4    | Hesketh-Ford    | 2   | 6   | Ab  | Ab   | Ab  | Ab  | 10  | 1   | 2   | 4   | 8   | 2    | 5   | 4   | 33      |
| 5    | Tyrrell-Ford    | 5   | Ab  | 1   | Ab   | 5   | 2   | 7   | 9   | 6   | 3   | 9   | 8    | 7   | 6   | 25      |
| 6    | Shadow-Ford     | 12  | Ab  | 9   | 4    | Ab  | 6   | Ab  | 6   | 8   | 14  | 4   | 3    | 6   | NC  | 9,5     |
| 7    | Lotus-Ford      | 8   | 9   | 10  | 2    | 4   | Ab  | 9   | 15  | 10  | 16  | Ab  | 5    | 13  | 5   | 9       |
| 8    | March-Ford      | 9   | Ab  | Ab  | 5    | Ab  | Ab  | Ab  | 14  | 18  | 5   | 7   | 1    | Ab  | 7   | 7,5     |
| 9    | Williams-Ford   | NC  | 11  | NC  | 7    | NSC | Ab  | 14  | 12  | 11  | Ab  | 2   | Ab   | 14  | NS  | 6       |
| 10   | Parnelli-Ford   | Ab  | 7   | 17  | Ab   | Ab  |     | 4   |     | 5   | 12  | 10  | Ab   | Ab  | Ab  | 5       |
| 11   | Hill-Ford       |     |     |     | NC   | NSC | Ab  | 6   | 7   | 7   | 10  | 5   | 15   | Ab  | Ab  | 3       |
| 12   | Penske-Ford     | 7   | Ab  | 8   | Ab   | Ab  | 11  | 5   | 8   | Ab  |     |     |      |     | 9   | 2       |
| 13   | Ensign-Ford     |     |     |     |      | NSC |     |     | 10  | 15  | NSC | 6   | 12   | 12  | Ab  | 1       |
| —    | Lola-Ford       | 10  | 12  | 7   |      | NSC |     |     |     |     |     |     |      |     |     | 0       |
| —    | Surtees-Ford    | DSC | 10  | Ab  | 8    | Ab  | 10  | 16  | Ab  | 13  | 11  |     | 10   |     |     | 0       |
| —    | BRM             | Ab  | Ab  | 15  | Ab   | NSC | 9   | 13  | Ab  | 17  |     |     | Ab   | Ab  |     | 0       |
| —    | Fittipaldi-Ford | Ab  | 13  | NSC | Ab   | NSC | 12  | 17  | 11  | Ab  | 19  | Ab  | NS   | 11  | 10  | 0       |
| —    | Lyncar-Ford     |     |     |     |      |     |     |     |     |     | 17  |     |      |     |     | 0       |
| —    | Shadow-Matra    |     |     |     |      |     |     |     |     |     |     |     | Ab   | Ab  |     | 0       |
| —    | Maki-Ford       |     |     |     |      |     |     |     | NS  |     | NSC | NSC | NSC  | NSC |     | 0       |
| Poz. | Constructor     | ARG | BRA | ZAF | ESP‡ | MCO | BEL | SWE | NLD | FRA | GBR | DEU | AUT‡ | ITA | USA | Puncte  |

Notă:
- ‡ – Au fost acordate puncte înjumătățite la Marele Premiu al Spaniei și cel al Austriei deoarece a fost parcursă mai puțin de 75% din distanța programată a cursei.

### Curse non-campionat
Trei curse non-campionat pentru mașinile de Formula 1 au fost, de asemenea, organizate în 1975.
| Numele cursei                    | Circuit       | Data       | Pilotul câștigător | Constructor     |
| -------------------------------- | ------------- | ---------- | ------------------ | --------------- |
| Cursa Camponilor X               | Brands Hatch  | 16 martie  | Tom Pryce          | Shadow-Cosworth |
| Trofeul Internațional BRDC XXVII | Silverstone   | 13 aprilie | Niki Lauda         | Ferrari         |
| Marele Premiu al Elveției XV     | Dijon-Prenois | 24 august  | Clay Regazzoni     | Ferrari         |